# Forsvarsløftet – for Norges trygghet. Langtidsplan for forsvarssektoren 2025–2036
Forsvarsløftet – for Norges trygghet. Langtidsplan for forsvarssektoren 2025–2036 (pol. Zobowiązanie obronne – dla przyszłości Norwegii. Wieloletni plan dla sektora obronnego na lata 2025–2036) – dokument urzędowy będący strategią obrony Królestwa Norwegii przyjęty na okres dekady lat 2025–2036 przez norweskie Ministerstwo Obrony (Forsvarsdepartementet) w dniu 5 kwietnia 2024 roku. Dokument stanowi rewizję własnych możliwości obronnych w związku z inwazją Rosji na Ukrainę w 2022 i toczonymi na Ukrainie działaniami zbrojnymi oraz wejściem państw sąsiadujących z Norwegią (Szwecji i Finlandii) w struktury Paktu Północnoatlantyckiego (NATO), a także rosnącą pozycją Chińskiej Republiki Ludowej na arenie międzynarodowej.

## Struktura dokumentu
Dokument składa się z sześciu nienumerowanych rozdziałów podzielonych kolejno akapitami: 1. En krevende sikkerhetspolitisk situasjon (Wymagająca sytuacja w zakresie polityki bezpieczeństwa); 2. Forebyggende og forberedt (Zapobieganie i przygotowanie); 3. Forsvarsløftet (Zobowiązanie obronne); 4. Et forsvar for hele Norge (Obrona całej Norwegii); 5. Rozwój personelu i umiejętności (Personell- og kompetanseløft) i 6. Forutsetninger for et sterkt forsvar (Warunki silnej obrony).
Rozdział pierwszy dokumentu („Wymagająca sytuacja w zakresie polityki bezpieczeństwa”) określa słabość aktualnej strategii obronnej w polityce bezpieczeństwa Norwegii. Za poprawę tego stanu pismo ujęło współpracę opierającą się na trójkącie współdziałania norweskiego społeczeństwa obywatelskiego z Siłami Zbrojnymi Norwegii (współpraca cywilno-wojskowa), współpracę między samymi komponentami wchodzącymi w skład Sił Zbrojnych Norwegii oraz współpracę z sojusznikami Królestwa Norwegii. Za pierwszorzędną linię współpracy uznano region państw nordyckich, podkreślając członkostwo Finlandii i Szwecji w strukturach NATO jako „wzmocnienie bezpieczeństwa Norwegii”. Pismo wskazuje również na fakt „prawdopodobieństwa konfliktu z udziałem Norwegii” ze względu na szybko zmieniający się świat. Za główne kierunki działań jakie należy podjąć, strategia obrony uznaje rozwój inwestycyjny norweskiej infrastruktury morskiej, obrony powietrznej, energetyki lądowej oraz działań w przestrzeni kosmicznej. Przedstawiono również plan wydatków na obronność, który w 2030 roku wynieść ma docelowo 2,68% PKB Norwegii.
Rozdział drugi („Zapobieganie i przygotowanie”) podkreślił poważną sytuację związaną z bezpieczeństwem państwowym w związku z wojną na Ukrainie trwającą od końca lutego 2022 roku. Za rozwiązanie tej sytuacji uznano zapobieganie i przeciwdziałanie potencjalnym agresorom i konfliktom zbrojnym, w ciągłej i ścisłej współpracy z sojusznikami Królestwa Norwegii, poprzez zwiększanie potencjału Norweskich Sił Zbrojnych, zacieśniania współpracy obronnej oraz umiejętności szybkiego reagowania w sytuacjach kryzysowych związanych z wybuchem szerokiego konfliktu zbrojnego. Wyeksponowano także potrzebę istnienia stałej „obrony totalnej” w czasie pokoju, kryzysu lub potencjalnego stanu wojny, która opierać się ma na ćwiczeniach wojskowych oraz przygotowywaniu planów obrony państwa i gier wojennych.
W rozdziale trzecim („Zobowiązanie obronne”) określono główne kierunki rozwoju obrony narodowej Norwegii poprzez „równoległy” rozwój Norweskiej Królewskiej Marynarki Wojennej (Sjøforsvaret), wzmocnienia obrony powietrznej kraju oraz regularnego zwiększania potencjału bojowego armii norweskiej. Dołączono również potrzebę zwiększania zasobów technicznych wojska w postaci paliwa i amunicji. Za główny komponent obrony narodowej uznano Norweską Królewską Marynarkę Wojenną i oparcie się na wykorzystaniu fregat oceanicznych, śmigłowców morskich zdolnych do zwalczania okrętów podwodnych, zacieśnienia współpracy ze Strażą Przybrzeżną (Kystvakten), oraz dołączenia do floty nowych okrętów podwodnych i systemu obrony powietrznej krótkiego zasięgu NASAMS. W dalszej części tego rozdziału wskazano na utrzymanie dalszego rozszerzenia lądowych sił zbrojnych w postaci Wojsk Lądowych (Hæren) oraz Obrony Krajowej (Heimevernet) poprzez uzupełnianie sprzętu militarnego i wyposażenia żołnierzy oraz zwiększenie ilości ćwiczeń wojskowych. Przedstawiono plany wydatkowania „Zobowiązania obronnego”, które docelowo wynieść mają w 2036 roku sumę 600 miliardów koron norweskich.
Czwarty rozdział („Obrona całej Norwegii”) poświęcono rozbudowie baz wojskowych na terenie Norwegii, renowacji tych baz oraz poszerzanie używanego wyposażenia w tych bazach. Za zasadnicze sektory mające wspomóc rozwój militarny kraju wskazano na polepszanie funkcjonowania rynku mieszkaniowego, rynku usług i pracy, służby zdrowia oraz transportu i edukacji.
w piątym rozdziale („Rozwój personelu i umiejętności”) wskazano na potrzebę wzrostu liczby personelu wojskowego dodatkowo o co najmniej „kilka tysięcy”, a rozwiązaniem w tym obszarze mają być szkolenia kadr oficerskich i stanowisk dowódczych oraz reorganizacja procesu rekrutacji do Sił Zbrojnych Norwegii oraz systemu płac i zachęt finansowych. W 2036 roku planowany jest wzrost liczby dodatkowych rezerwistów do ok. 14 000 osób.
W ostatnim (szóstym) rozdziale („Warunki silnej obrony”) przedstawiono środki jakie maja zostać użyte by realizować system „silnej obrony” na terytorium Królestwa Norwegii. Należą do nich:

- zwiększenie kadr wojskowych wraz z podnoszeniem kwalifikacji wśród personelu wojskowego
- rozbudowa infrastruktury wojskowej
- reorganizacja mienia należącego do Sił Zbrojnych Norwegii
- wprowadzenie innowacji technologicznych w sektorze obronnym wraz z inwestycjami w badania i rozwój